# ボンピエトロ
ボンピエトロ（イタリア語: Bompietro; シチリア語: Bompietru）は、イタリア共和国シチリア自治州パレルモ県にある、人口約1,300人の基礎自治体（コムーネ）。

## 地理

### 位置・広がり
パレルモ県のコムーネ。県都パレルモから東南東へ77kmの距離にある。

#### 隣接コムーネ
隣接するコムーネは以下の通り。括弧内のCLはカルタニッセッタ県、ENはエンナ県所属を示す。
- アリメーナ
- ブルーフィ
- カラシベッタ (EN)
- ガンジ
- ペトラリーア・ソプラーナ
- レズッターノ (CL)
- ヴィッラローザ (EN)